# Wabern (Allemagne)
Pour les articles homonymes, voir Wabern.
Wabern est une municipalité allemande située dans l'arrondissement de Schwalm-Eder et dans le land de la Hesse. Elle se trouve sur la ligne de chemin de fer entre Francfort-sur-le-Main et Cassel.